# Елоге Яо
Елоге Яо (фр. Eloge Yao, нар. 20 січня 1996) — івуарійський футболіст, захисник клубу «Хапоель» (Єрусалим).

## Клубна кар'єра
Народився 20 січня 1996 року. Вихованець юнацьких команд італійський футбольних клубів «Парма» та «Інтернаціонале». 2015 року для отримання ігрової практи молодий захисник був відданий в оренду в клуб Серії Б «Кротоне», в якому провів один сезон, взявши участь у 30 матчах чемпіонату і допоміг клубу вперше у своїй історії вийти до Серії А.
Повернувшись до «Інтернаціонале», Яо виступав у сезоні 2016/17 на офіційному рівні виключно за молодіжну команду «нерадзуррі», тому 21 липня 2017 року перейшов у швейцарський «Лугано», з яким підписав дворічний контракт. Станом на 30 жовтня 2019 року відіграв за команду з Лугано 30 матчів в національному чемпіонаті.

## Виступи за збірну
2012 року дебютував у складі юнацької збірної Кот-д'Івуару (U-17). Загалом на юнацькому рівні взяв участь у 8 іграх, відзначившись одним забитим голом.

## Статистика виступів

### Статистика клубних виступів
| Сезон              | Команда            | Чемпіонат          | Чемпіонат | Чемпіонат | Національний кубок | Національний кубок | Національний кубок | Континентальні кубки | Континентальні кубки | Континентальні кубки | Інші змагання | Інші змагання | Інші змагання | Усього | Усього | Усього |
| Сезон              | Команда            | Ліга               | Ігор      | Голів     | Ліга               | Ігор               | Голів              | Ліга                 | Ігор                 | Голів                | Ліга          | Ігор          | Голів         | Ігор   | Голів  |        |
| ------------------ | ------------------ | ------------------ | --------- | --------- | ------------------ | ------------------ | ------------------ | -------------------- | -------------------- | -------------------- | ------------- | ------------- | ------------- | ------ | ------ | ------ |
| 2015–16            | «Кротоне»          | B                  | 30        | 1         | КІ                 | 3                  | 0                  | -                    | -                    | -                    | -             | -             | -             | 33     | 1      |        |
| 2016–17            | «Інтернаціонале»   | A                  | 0         | 0         | КІ                 | 0                  | 0                  | ЛЄ                   | 0                    | 0                    | -             | -             | -             | 0      | 0      |        |
| 2017–18            | «Лугано»           | СЛ                 | 11        | 0         | КШ                 | 2                  | 0                  | ЛЄ                   | 2                    | 0                    | -             | -             | -             | 15     | 0      |        |
| 2018–19            | «Лугано»           | СЛ                 | 15        | 1         | СА                 | 2                  | 0                  | -                    | -                    | -                    | -             | -             | -             | 17     | 1      |        |
| Усього за «Лугано» | Усього за «Лугано» | Усього за «Лугано» | 26        | 1         |                    | 4                  | 0                  |                      | 2                    | 0                    |               | -             | -             | 32     | 1      |        |
| Усього за кар'єру  | Усього за кар'єру  | Усього за кар'єру  | 56        | 2         |                    | 7                  | 0                  |                      | 2                    | 0                    |               | -             | -             | 65     | 2      |        |